# Trente-cinquième circonscription de la Seine
La Trente-cinquième circonscription de la Seine est l'une des neuf circonscriptions législatives que compte le département français de la Seine, situé en région Île-de-France.

## Description géographique
La Trente-cinquième circonscription de la Seine était composée de :
- commune de Courbevoie
- commune de La Garenne-Colombes

Source : Journal Officiel du 14-15 octobre 1958.

## Description historique et politique

### Historique des députations
| Législature | Début de mandat | Fin de mandat  | Député      | Parti politique | Observations                                                                             |
| ----------- | --------------- | -------------- | ----------- | --------------- | ---------------------------------------------------------------------------------------- |
| Ire         | 9 décembre 1958 | 9 octobre 1962 | Edmond Pezé | UNR             | Mandat écourté à la suite d'une dissolution parlementaire décidée par Charles de Gaulle. |
| IIe         | 6 décembre 1962 | 2 avril 1967   | Edmond Pezé | UNR-UDT         |                                                                                          |

## Historique des élections

### Élections de 1958
| Candidat       | Candidat              | Parti          | Premier tour | Premier tour | Second tour | Second tour |  |
| Candidat       | Candidat              | Parti          | Voix         | %            | Voix        | %           |  |
| -------------- | --------------------- | -------------- | ------------ | ------------ | ----------- | ----------- |  |
|                | Edmond Barrachin      | CNIP           | 10 494       | 23,31        | 10 125      | 22,26       |  |
|                | Robert Gardes         | PCF            | 10 412       | 23,13        | 11 823      | 26          |  |
|                | Edmond Pezé élu       | UNR            | 10 080       | 22,39        | 17 558      | 38,61       |  |
|                | Gabriel Roche         | SFIO           | 7 735        | 17,18        | 5 975       | 13,14       |  |
|                | Pierre Naudet         | Radsoc         | 4 701        | 10,44        | Retrait     | Retrait     |  |
|                | André-Charles Grisoni | Extrême droite | 1 594        | 3,54         |             |             |  |
|                |                       |                |              |              |             |             |  |
| Inscrits       | Inscrits              | Inscrits       | 58 700       | 100,00       | 58 647      | 100,00      |  |
| Abstentions    | Abstentions           | Abstentions    | 12 138       | 20,68        | 12 350      | 21,06       |  |
| Votants        | Votants               | Votants        | 46 562       | 79,32        | 46 297      | 78,94       |  |
| Blancs et nuls | Blancs et nuls        | Blancs et nuls | 1 546        | 3,32         | 816         | 1,76        |  |
| Exprimés       | Exprimés              | Exprimés       | 45 016       | 96,68        | 45 481      | 98,24       |  |

Le suppléant d'Edmond Pezé était André Marsault, médecin, maire de La Garenne-Colombes.

### Élections de 1962
| Candidat       | Candidat                  | Parti                     | Premier tour | Premier tour | Second tour | Second tour |  |
| Candidat       | Candidat                  | Parti                     | Voix         | %            | Voix        | %           |  |
| -------------- | ------------------------- | ------------------------- | ------------ | ------------ | ----------- | ----------- |  |
|                | Robert Gardes             | PCF                       | 10 340       | 27,13        | 15 334      | 40,86       |  |
|                | Edmond Pezé sortant réélu | UNR-UDT                   | 10 104       | 26,51        | 22 193      | 59,14       |  |
|                | Charles-Gérard Deprez     | Divers droite (Gaulliste) | 8 862        | 23,25        | Retrait     | Retrait     |  |
|                | Louis Allié               | CNIP                      | 3 234        | 8,49         | Retrait     | Retrait     |  |
|                | Raymond Villiers          | PSU                       | 2 143        | 5,62         | Retrait     | Retrait     |  |
|                | Pierre Naudet             | Radsoc                    | 1 773        | 4,65         |             |             |  |
|                | André Lassiaille          | SOC                       | 1 655        | 4,34         |             |             |  |
|                |                           |                           |              |              |             |             |  |
| Inscrits       | Inscrits                  | Inscrits                  | 54 901       | 100,00       | 54 901      | 100,00      |  |
| Abstentions    | Abstentions               | Abstentions               | 15 719       | 28,63        | 14 651      | 26,69       |  |
| Votants        | Votants                   | Votants                   | 39 182       | 71,37        | 40 250      | 73,31       |  |
| Blancs et nuls | Blancs et nuls            | Blancs et nuls            | 1 071        | 2,73         | 2 723       | 6,77        |  |
| Exprimés       | Exprimés                  | Exprimés                  | 38 111       | 97,27        | 37 527      | 93,23       |  |

La suppléante d'Edmond Pezé était Alice Vidailhan.